# Jeannie Berlin
Jeannie Berlin (* 1. November 1949 in Los Angeles, Kalifornien, als Jeannie Brette May) ist eine US-amerikanische Schauspielerin, Drehbuchautorin und Theaterregisseurin.

## Biografie

### Erste Filmrollen und Durchbruch mit „Pferdewechsel in der Hochzeitsnacht“
Jeannie Berlin wurde 1949 als Tochter von Marvin und Elaine May geboren. Die Ehe der Eltern, die kurz nach dem Schulabschluss ihrer Mutter geheiratet hatten, bestand nur ein Jahr und wurde geschieden. Ihr Großvater war der jiddische Theaterschauspieler Jack Berlin. Während ihre Mutter Elaine sich der Karriere widmete und zu einer namhaften Schauspielerin, Autorin und Regisseurin avancierte, wuchs Berlin bei ihrer Großmutter auf.
Ende der 1960er Jahre begann Berlin ihrer Mutter nachzueifern, obwohl sie schon nach einem Jahr von der Schauspielschule der New York University verwiesen worden war. 1969 feierte sie mit E. W. Swackhamers romantischer Komödie In Name Only (1969) ihr Debüt im US-amerikanischen Fernsehen. Daraufhin war sie regelmäßig mit kleinen Neben- und Statistenrollen in US-amerikanischen Spielfilmproduktionen vertreten, darunter so bekannte Werke wie Stuart Hagmanns preisgekröntes Studenten-Drama Blutige Erdbeeren oder Vincente Minnellis Musikfilm Einst kommt der Tag... (On a Clear Day You Can See Forever) mit Barbra Streisand (beide 1970). Eine größere Rolle bekleidete Berlin 1970 in James Bridges’ 100 Dollar mehr, wenns ein Junge wird, in dem Barbara Hershey und Scott Glenn als junges Hippiepaar zu sehen sind und sich bereit erklären, gegen Geld, ein Kind für ein reiches Paar zu zeugen.
Nach einem Ausflug ins italienische Kino (I figli chiedono perché, 1972) und dem Part der Bubbles Girardi in Ernest Lehmans Literaturverfilmung Portnoys Beschwerden (1972) stellte sich der Durchbruch als Filmschauspielerin mit Hilfe von Berlins Mutter ein. Elaine May vertraute ihrer Tochter in der Regiearbeit Pferdewechsel in der Hochzeitsnacht (1972) die Rolle einer gutherzigen jüdischen Braut an, die ihre Keuschheit bis zur Hochzeitsnacht bewahrt, nur um wenig später von ihrem Ehemann (gespielt von Charles Grodin) für eine attraktive Blondine (Cybill Shepherd) verlassen zu werden.
Der Part der Lila in der schwarzen Komödie nach Neil Simon brachte Berlin großes Lob seitens der Kritiker ein. Roger Ebert (Chicago Sun-Times) wies auf die schauspielerische Zuversicht hin, mit der die junge Aktrice in der Lage sei, zu weit zu gehen und die Zuschauer noch glauben zu lassen, während Vincent Canby (New York Times) eine unheimliche Ähnlichkeit zum Aussehen und Spiel der Mutter feststellte. 1973 wurde Berlin für ihre Leistung in Pferdewechsel in der Hochzeitsnacht als beste Nebendarstellerin für den Oscar und Golden Globe Award nominiert. 2007 sollte mit wenig Erfolg Malin Åkerman die Rolle in der Wiederverfilmung Nach 7 Tagen – Ausgeflittert mit Ben Stiller übernehmen.
Nach Pferdewechsel in der Hochzeitsnacht folgte drei Jahre später die Titelrolle einer jüdischen College-Absolventin in Sidney J. Furies Bestseller-Verfilmung Sheila Levine Is Dead and Living in New York (1975), mit der Berlin jedoch nicht an den vorangegangenen Erfolg anknüpfen konnte. Durch die letzten Filme auf einen bestimmten Rollentypus festgelegt, unterbrach sie für mehrere Jahre ihre Filmkarriere und zog sich nach Los Angeles zurück. In dieser Zeit gab sie Schauspielunterricht und versuchte als Autorin und Produzentin Fuß zu fassen sowie eine eigene Schauspielschule zu gründen. 1990 kehrte sie mit Ein Köder für den Killer gemeinsam mit ihrer Mutter Elaine May als Schauspielerin auf die Kinoleinwand zurück. Die New-Age-Komödie, für die Berlin die Rolle einer Prostituierten übernommen und gemeinsam mit Laurie Jones das Drehbuch verfasst hatte, fiel jedoch bei der amerikanischen Fachpresse durch. Die Schauspielerin wirke schaurig, wie eine größere, ordinärere, maskulinere Version Elaine Mays, so Janet Maslin (New York Times).

### Comeback als Theaterschauspielerin und -regisseurin
Positiver wurde im Juni desselben Jahres ihre Rolle in Charles Grodins off-Broadway-Komödie Price of Fame (1990) aufgenommen, in der Berlin als unsichere Filmschauspielerin neben Grodin zu sehen war. Sie widmete sich daraufhin weiter der Arbeit als Schauspiellehrerin und zählte unter anderem den jung verstorbenen Kinodarsteller Wade Domínguez (Dangerous Minds) zu ihren Schützlingen. In den folgenden Jahren gelang Berlin durch die Mitwirkung in Stücken ihrer Mutter ein Comeback als Theaterschauspielerin. 1998 trat sie mit ihrer Mutter, Alan Arkin und dessen Sohn Anthony erfolgreich off-Broadway in einem Programm von drei Einaktern unter dem Titel Power Plays in Erscheinung. In den Sketchen übernahm sie die Rollen einer mörderischen Sekretärin (The Way of All Fish) beziehungsweise einer verführerischen Krankenschwester (In and Out of the Light). Während einer Tournee sollten Elaine May und Alan Arkin später durch Richard Benjamin und Paula Prentiss ersetzt werden. Ebenfalls gute Kritiken bekam Berlin ein Jahr später als Regisseurin der Off-Broadway-Komödie It's My Party (1999), bei der F. Murray Abraham in die Rolle eines Familienpatriarchen schlüpfte, der nur noch 108 Minuten zu leben hat.
Ab Dezember 2002 war Berlin unter der Regie Stanley Donens in Elaine Mays Off-Broadway-Stück Adult Entertainment zu sehen. Die Komödie mit Danny Aiello persiflierte pornographische Late-Night-Fernsehshows und handelte von fünf Pornostars, die beschließen mit einem Yale-Absolventen einen Kunstfilm herzustellen. Berlin schlüpfte hier in die Rolle einer alternden, ehemals respektierten Fernsehschauspielerin. Das Stück entwickelte sich zum Erfolg und wurde bis April 2003 mehr als 140 Mal aufgeführt. Weniger erfolgreich war dagegen Elaine Mays Stück After the Night and the Music, in dem Berlin 2005 ihr Debüt am New Yorker Broadway gab. Die Komödie wurde schon nach einem Monat eingestellt. In den miteinander verknüpften Dialogen war die Schauspielerin als einsame, geschiedene Frau zu sehen, die auf den Anruf einer männlichen Bekanntschaft wartet.
Zuletzt war Berlin als Regisseurin an dem Einakter On the Way beteiligt, für den der bekannte Regisseur Mark Rydell als Darsteller gewonnen werden konnte. Das Stück wurde zusammen mit weiteren Einaktern von Elaine May 2006 im Magic Theater in San Francisco aufgeführt. 2011 war Berlin mit einer Nebenrolle in Kenneth Lonergans Drama Margaret wieder im US-amerikanischen Kino anzutreffen.

## Filmografie (Auswahl)

### Schauspielerin
- 1969: In Name Only
- 1970: Getting Straight
- 1970: Blutige Erdbeeren (The Strawberry Statement)
- 1970: Einst kommt der Tag… (On a Clear Day You Can See Forever)
- 1970: Hopp, Hopp (Move)
- 1970: 100 Dollar mehr, wenn's ein Junge wird (The Baby Maker)
- 1971: Two on a Bench (TV)
- 1972: I figli chiedono perché
- 1972: Portnoys Beschwerden (Portnoy's Complaint)
- 1972: Bone
- 1972: Pferdewechsel in der Hochzeitsnacht (The Heartbreak Kid)
- 1973: Why
- 1975: Sheila Levine Is Dead and Living in New York
- 1976: Columbo: Bei Einbruch Mord (Old Fashioned Murder, Fernsehreihe)
- 1990: Ein Köder für den Killer (In the Spirit)
- 2003: Kate Fox & die Liebe (Miss Match, Fernsehserie; Episode: Matchmaker, Matchmaker)
- 2011: Margaret
- 2014:	Inherent Vice – Natürliche Mängel (Inherent Vice)
- 2016: Café Society
- 2018: The First (Fernsehserie)
- 2016: The Night Of – Die Wahrheit einer Nacht (The Night Of, Miniserie)
- 2020: Hunters (Fernsehserie, 6 Folgen)
- 2022: Die Fabelmans (The Fabelmans)
- 2023: I'll Be Right There

### Drehbuchautorin
- 1990: Ein Köder für den Killer (In the Spirit)

## Theaterstücke

### Darstellerin
- 1990: Price of Fame (Roundabout Theater, New York; Rolle: Evelyn)
- 1998–1999: Power Plays (Promenade Theater, New York; Rollen: Miss Riverton/Wanda)
- 2002–2003: Adult Entertainment (Variety Arts Theater, New York; Rolle: Frosty Moons)
- 2005: After the Night and the Music (Biltmore Theater, New York; Rollen Gail/Joanne)

### Regie
- 1999: It's My Party (ArcLight Theatre, New York; mit F. Murray Abraham und Joyce Van Patten)
- 2006: On the Way (Magic Theater, San Francisco; mit Mark Rydell)

## Auszeichnungen
- 1973: National-Society-of-Film-Critics-Award-Nominierung für Pferdewechsel in der Hochzeitsnacht (Beste Nebendarstellerin)
- 1973: New-York-Film-Critics-Circle-Award-Nominierung für Pferdewechsel in der Hochzeitsnacht (Beste Nebendarstellerin)
- 1973: Golden-Globe-Nominierung für Pferdewechsel in der Hochzeitsnacht (Beste Nebendarstellerin)
- 1973: Oscar-Nominierung für Pferdewechsel in der Hochzeitsnacht (Beste Nebendarstellerin)
- 2011: 2. Platz bei den Boston Society of Film Critics Awards für Margaret (Beste Nebendarstellerin)
- 2012: 2. Platz bei den National Society of Film Critics Awards für Margaret (Beste Nebendarstellerin)